# Sitio de Varna (1201)
El sitio de Varna (en búlgaro: Обсада на Варна) tuvo lugar entre el 21 y 24 de marzo de 1201 en Varna, en la costa búlgara del mar Negro entre los búlgaros y los bizantinos. Los búlgaros salieron victoriosos y capturaron la ciudad. 

## Antecedentes
Después de que el más joven de los tres hermanos Asen, Kaloján, fuera coronado emperador a principios de 1197, inmediatamente mostró su decisión de continuar la guerra con los bizantinos por todos los medios y liberar todas las tierras búlgaras. Al año siguiente, Kaloján incluso se alió con Ivanko, el asesino de su hermano mayor, Iván Asen I.

## El asedio
A comienzos del nuevo siglo se apoderó del fuerte castillo de Constancia (cerca de la moderna Simeonovgrad) y luego dieron un golpe en dirección contraria y sitiaron la última fortaleza bizantina al norte de las montañas de los Balcanes, Varna. Varna era defendida por una numerosa guarnición, incluidos los mercenarios occidentales que se sabía que eran los soldados más valientes del ejército bizantino. Para tomar la fortaleza, los ingenieros búlgaros  construyeron una enorme torre de asedio que era más amplio que el foso exterior. Con la ayuda del equipo de asedio, el ejército búlgaro fue capaz de cruzar el foso y llegar a las murallas de la ciudad y al tercer día del asedio, el 24 de marzo de 1201, los búlgaros penetraron en la fortaleza. Según el historiador bizantino Nicetas Coniates, Kaloján no dudó en matar a todos los defensores a pesar de que era la Pascua. Los bizantinos fueron arrojados en una fosa y enterrados vivos. Según Jorge Acropolita, se trata de una venganza por los 14 mil prisioneros de guerra búlgaros cegados por el emperador Basilio II después de la batalla de Klyuch en 1014, cuando el zar búlgaro Samuel fue derrotado, y como Basilio II fue llamado entonces "el asesino de búlgaros", Kaloyan es un autoproclamado "el asesino de romeos". Después de eso, destruyó los muros de la ciudad y regresó a la capital Tarnovo.

## Consecuencias
A finales del año, Bulgaria y Bizancio comenzaron la negociación que concluyó con un tratado de paz a principios de 1202. Los búlgaros aseguraron sus nuevas ganancias y ahora eran capaces de enfrentarse a la amenaza de Hungría al noroeste. Después de varias batallas en el valle del río Morava, los húngaros fueron derrotados.